# فیوچرپاپ
فیوچرپاپ (به انگلیسی: Futurepop) سبکی از موسیقی الکترونیک است که به‌عنوان ترکیبی از سینث-پاپ، ای‌بی‌ام و ریتم‌های رقص بر پایهٔ ترنس و تکنو شناخته می‌شود.
این سبک موسیقی در اروپای غربی به‌عنوان نتیجه‌ای از فرهنگ‌های موسیقی ای‌بی‌ام و الکترو-اینداستریال توسعه یافت و در اواخر دههٔ ۱۹۹۰ با هنرمندانی همچون وی‌ان‌وی نشن، کوننت و آپوپتیگما برزرک شروع به ظهور کرد. هنرمندان دیگری برجستهٔ این ژانر شامل اسمبلیژ ۲۳، آیکان او کوئل، نوروتیک‌فیش و راترسند بودند.
فیوچرپاپ با زیرفرهنگ سایبرگاث مرتبط است. این سبک در باشگاه‌های رقص آلترناتیو، به‌ویژه در آلمان، محبوب شده‌است. جشنواره‌های موسیقی که گروه‌های فیوچرپاپ‌را شامل می‌شوند، شامل جشنواره‌های اینفست، جشنواره آمفی، ویو-گاتیک-ترفن و مرا لونا می‌باشند.